# Луис Енрике
Вижте пояснителната страница за други личности с името Енрике.
Луи́с Енри́ке Марти́нес Гарси́я (на испански: Luis Enrique Martínez García), по-популярен като Луис Енрике е бивш испански футболист, играл предимно като атакуващ полузащитник, и треньор на Пари Сен Жермен.
Състезателната му кариера започва през 1989 г. и приключва през 2004 г., като по-голяма част от нея преминава в двата гранда на испанския футбол Реал Мадрид и Барселона. Записва 500 официални мача и отбеляза повече от 100 гола. С испанския национален отбор участва на три световни и едно европейско първенство.

## Състезателна кариера
Луис Енрике е роден в Хихон, Астурия. Започва състезателната си кариера в Спортинг Хихон, а дебютът му в Ла Лига е на 24 септември 1989 г. при домакинската загуба от Малага с 0:1.. През сезон 1990 – 91 става втори голмайстор на отбора, отбелязвайки 14 гола. Хихон финишират на 5-о място в крайното класиране, като по този начин придобиват право и на участие в турнира за Купата на УЕФА.
В следващите пет сезона Луис Енрике носи екипа на Реал Мадрид с които печели една шампионска титла, национална купа и суперкупа на страната.
Големите си успехи постига с екипа на Барселона с които подписва през 1996 г. като свободен агент. В първите си три сезона Енрике отбелязва 46 гола. Спечелва сърцата на каталонските фенове като в продължение на осем сезона защитава цветовете на клуба, бележи на няколко пъти срещу бившите си съотборници в Ел Класико, а в последните си години става и капитан на отбора. Печели две шампионски титли, две национални купи и една суперкупа на Испания. В евротурнирите печели една Купа на носителите на национални купи, както и една Суперкупа на УЕФА, за която отбелязва едно от попаденията на финала срещу Борусия Дортмунд.
Името му е записано в залата на славата на Барселона като една от легендите на клуба.
През 2004 г. Пеле го посочва като един от тримата испанци, част от 125-те най-велики живи футболисти в света.

### Национален отбор
С националния отбор на Испания участва на три световни първенства – Мондиал 94, Мондиал 98 и Мондиал 2002, както и на Евро 96. Носител е на златен медал от летните олимпийски игри в Барселона 92. За „Ла Фурия“ записва 62 мача и отбеляза 12 гола.

## Треньорска кариера

### Атлетик Барселона
На 18 юни 2008 г. Луис Енрике поема втория отбор на Барса, който тогава се състезава в Група 3 на Сегунда дивисион Б и още в следващата година го класира в Сегунда дивисион след 11-годишно отсъствие.
В средата на март 2011 г. Енрике обявява желанието си да напусне след края на сезона, въпреки че има договор за още две години.

### Рома
На 8 юни 2011 г. Енрике поема Рома, като подписва договор за две години. В турнира за Лига Европа е елиминиран от Слован Братислава, следва и домакинска загуба от Каляри. След като не успява да класира отбора за Европейските клубни турнири Енрике напуска поста си след края на сезона, година преди края на договорът си.

### Селта Виго
На 8 юни 2013 г. Луис Енрике е назначен за старши треньор на Селта Виго., където остава до края на сезон 2013/2014.

### Барселона
На 21 май 2014 г. Луис Енрике бе официално обявен за старши треньор на Барселона. Договорът на 44-годишния специалист е за три години. Той успешно остава до края на договора си.

### Испания
На 9 юли 2018 г. Луис Енрике подписва двугодишен договор с испанската футболна федерация за назначаването му за главен треньор на националния отбор на Испания. Той води отбора в европейския турнир Лига на нациите.

## Успехи

### Като състезател
Реал Мадрид
- Примера дивисион (1): 1994 – 95
- Купа на краля (1): 1992 – 93
- Суперкупа на Испания (1): 1993

Барселона
- Примера дивисион (2): 1997 – 98, 1998/99
- Купа на краля (2): 1996/97, 1997/98
- Суперкупа на Испания (1): 1996
- Купа на носителите на купи (1): 1996 – 97
- Суперкупа на УЕФА (1): 1997

Национален отбор на Испания
- Летни олимпийски игри – Барселона 1992

### Като треньор
Барселона
- Примера дивисион (2): 2014 – 15, 2015 – 16
- Купа на краля (2): 2014 – 15, 2015 – 16
- Шампионска лига (1): 2014/15
- Световно клубно първенство на ФИФА (1): 2015
- Суперкупа на УЕФА (1): 2015
- Жоан Гампер Трофи (3): 2014, 2015, 2016

Пари Сен Жермен
- Лига 1: 2023/24, 2024/25
- Купа на Франция: 2023/24, 2024/25
- Суперкупа на Франция: 2023, 2024
- Шампионска лига: 2024/25